# 夏の嵐!
『夏の嵐!』（なつのあらし!）はTBS系列で1992年8月13日 - 9月24日に放送されたテレビドラマ。

## 概要
『社長になった若大将』が視聴率不振で打ち切られた為、急遽製作された作品。
謙太郎・謙介親子と、2人の女性の愛憎をメロドラマ風に描いた大変シリアスなサスペンス・ストーリー。
東海テレビ製作の昼ドラマ『夏の嵐』と名前が酷似しているが内容には何ら関係ない。なお、他にも名前が酷似した作品は複数存在している。

## キャスト
- 神代謙太郎：加山雄三
- 村田謙介：近藤真彦
- 山内志保：風吹ジュン
- 大高耀子：羽田美智子
- 中野恵子：若林志穂
- 中野利香：山下志麻
- 室岡鉄男：団時朗
- 黒田令子：竹井みどり
- 郷田浩司：小坂一也
- 村田英子：金沢碧
- 相羽紀雄：本田博太郎
- 山内静男：浜田光夫
- 成瀬順吉：樋浦勉
- 片山伸一：岸部シロー
- 弓岡代議士：北村総一朗
- 立花葵：田島令子
- 歌子：沢井孝子
- 白坂友子：相田寿美緒
- 小野芳：佐々木すみ江
- 中野源吉：名古屋章
- 大高隆造：鈴木瑞穂
- 都築浩明：平幹二朗

## スタッフ
- 企画：逸見稔
- 原案・脚本：江連卓、葉村彰子
- 音楽：坂田晃一
- プロデューサー：中村和規、野村清(TBS)
- 演出：中山秀一、五木田亮一
- 製作：オフィス・ヘンミ、TBS

## 放映リスト
| 話数                                                      | 放送日        | サブタイトル                     | 脚本            | 演出       | 視聴率 |
| --------------------------------------------------------- | ------------- | -------------------------------- | --------------- | ---------- | ------ |
| 第1話                                                     | 1992年8月13日 | 断絶した父と子に現われた二人の女 | 江連卓 葉村彰子 | 中山秀一   | 4.9%   |
| 第2話                                                     | 8月20日       | 息子に殺人容疑が!?               | 江連卓 葉村彰子 | 中山秀一   | 5.9%   |
| 第3話                                                     | 8月27日       | 手帳に刻まれた謎の文字!?         | 江連卓 葉村彰子 | 五木田亮一 | 5.5%   |
| 第4話                                                     | 9月3日        | 決死の再会                       | 江連卓 葉村彰子 | 中山秀一   | 7.2%   |
| 第5話                                                     | 9月10日       | 次に殺される者!?                 | 葉村彰子        | 五木田亮一 | 5.6%   |
| 第6話                                                     | 9月17日       | 理由なき逮捕！                   | 葉村彰子        | 中山秀一   | 4.7%   |
| 第7話                                                     | 9月24日       | 美しき別れ                       | 葉村彰子        | 中山秀一   | 6.0%   |
| 平均視聴率 5.7%（視聴率は関東地区・ビデオリサーチ社調べ） |               |                                  |                 |            |        |

| TBS系 木曜21枠ドラマ | TBS系 木曜21枠ドラマ | TBS系 木曜21枠ドラマ |
| 前番組               | 番組名               | 次番組               |
| -------------------- | -------------------- | -------------------- |
| 社長になった若大将   | 夏の嵐!              | 木曜日の食卓         |